# Crawfordia californica
Crawfordia californica är en insektsart som beskrevs av Pierce 1918. Crawfordia californica ingår i släktet Crawfordia och familjen stekelvridvingar. Inga underarter finns listade i Catalogue of Life.